# Sundark and Riverlight
Sundark and Riverlight è un album in studio del musicista britannico Patrick Wolf, pubblicato nel 2012.
Si tratta di un doppio CD in cui l'artista propone suoi brani riarrangiati in chiave acustica.

## Tracce
Disco 1: Sundark
1. Wind in the Wires – 3:54
2. Oblivion – 2:52
3. The Libertine – 4:20
4. Vulture – 4:48
5. Hard Times – 3:17
6. Bitten – 3:20
7. Overture – 4:08
8. Paris – 4:31

Disco 2: Riverlight
1. Together – 4:59
2. The Magic Position – 3:52
3. Bermondsey Street – 5:01
4. Bluebells – 3:44
5. Teignmouth – 4:09
6. London – 3:52
7. House – 3:18
8. Wolf Song – 3:01